# 興定
興定（こうてい）は、金の宣宗の治世で用いられた元号。1217年 - 1222年。
- 貞祐5年9月8日：即日改元。
- 興定6年8月9日：彗星の出現により「元光」と即日改元。

## 西暦・干支との対照表
| 興定 | 元年   | 2年    | 3年    | 4年    | 5年    | 6年    |
| 西暦 | 1217年 | 1218年 | 1219年 | 1220年 | 1221年 | 1222年 |
| 干支 | 丁丑   | 戊寅   | 己卯   | 庚辰   | 辛巳   | 壬午   |

| 前の元号 貞祐 | 中国の元号 金 | 次の元号 元光 |